# René Rivard (muséologue)
René Rivard est un muséologue québécois et canadien. En 1970, il est nommé surintendant du Service des lieux historiques nationaux pour l’Ontario et le Québec, puis en 1973, il est promu directeur du Service d’interprétation et réalisation d’expositions à Parcs Canada, au Québec. En 1980, il devient conseiller-consultant en conception et développement de musées et de lieux du patrimoine, d’abord sous la bannière Muséart, avant de créer en 1987 l’agence Cultura bureau d’études. Expert-conseil de l’Unesco dans plusieurs pays d’Afrique, de 1978 à 1985, il est souvent associé au développement de la nouvelle muséologie au Québec et à l’étranger. Sur les conseils de son mentor, l’éminent muséologue français Georges Henri Rivière, il participe à la fondation de plusieurs écomusées.

## Biographie
René Rivard naît à Victoriaville, petite ville ouvrière, des Bois-Francs, au Québec, le 30 juillet 1941. Il est l’aîné d’une famille de sept enfants. Après ses études primaires et secondaires, il termine un High School à Chicago, avant de naviguer vers l’Italie en 1958 où il complète son Liceo au Collegio degli Scozzezi, à Rome. Il se rend ensuite en Californie et fait un an d’études au Claretville College, en banlieue de Los Angeles. Revenu au Québec, il termine en 1963 son cours classique au Collège de Victoriaville, ce qui lui vaut un Baccalauréat des Arts de l’Université Laval, à Québec. Après avoir occupé quelques emplois dans sa région natale, il est nommé en 1968 directeur du Centre de main-d’œuvre du Canada à Chandler, en Gaspésie. Deux ans plus tard, il est promu directeur-surintendant des Lieux historiques nationaux du Canada au Québec et en Ontario. Ainsi s’amorce sa carrière en patrimoine.
En 1973, le Service des Lieux historiques nationaux est jumelé à celui des Parcs nationaux sous le nom de Parcs Canada. Il y est alors promu directeur du nouveau Service d’interprétation et réalisation d’expositions, pour le Québec. Il y développe avec son équipe de créateurs et de réalisateurs de nouvelles pratiques et productions d’interprétation, ce qu’il appellera par la suite la « muséologie des sujets ». Ainsi s’amorce sa carrière en muséologie car ces nouvelles méthodes donneront une forte impulsion à la « muséologie des objets » jusqu’alors pratiquée dans les musées québécois. En 1978, l’Unesco lui confie une première mission d’expertise-conseil au Cameroun pour l’établissement de son Musée national. Il en fera une dizaine d’autres jusqu’en 1985, travaillant au Niger, au Burkina Faso, en Ouganda, au Kenya, au Rwanda, en Égypte, en Algérie, à Kinshasa et en Tunisie. Il quitte Parcs Canada en 1980 pour devenir travailleur autonome et conseiller en patrimoine et en développement muséal. Il fonde une première agence nommée Muséart, puis une autre en 1985 avec quelques collègues, laquelle participera activement au développement de la méthodologie et de la programmation des expositions du futur Musée de la civilisation à Québec. En septembre 1987, il crée avec ses deux associées Paule Renaud et Joanne Blanchet, le bureau d’études Cultura, une agence toujours active aujourd’hui et dont il est le directeur général depuis ses tout débuts.
Au fil de ses 50 ans et plus de carrière en patrimoine et en muséologie, René Rivard participe à la création, au développement ou à la rénovation de quelque 270 musées, centres d’interprétation et lieux historiques et patrimoniaux. Il réalise plus de 75 expositions thématiques, surtout permanentes, donne près d’une centaine de conférences et d’ateliers, et publie une dizaine de livres et plus de 50 articles, la plupart dans des revues spécialisées. D’autre part, il dispense de nombreuses formations au niveau universitaire, collégial et professionnel, en plus de s’impliquer dans plus d’une dizaine d’associations et d’organismes, nationaux et internationaux.

## Reconnaissances
- En décembre 2021, René Rivard reçoit l’Ordre du Fier monde pour services rendus à l’Écomusée du fier monde, musée citoyen de Montréal[9].
- En 2003, il est décoré de la médaille du Jubilé d’or de la Reine Elizabeth II pour son apport au monde muséal canadien.
- En 2012, il reçoit pour la même raison la médaille de son Jubilé de diamant.
- En 2002, ses pairs de l’Association des musées canadiens (CMA-AMC) le reconnaissent comme Fellow en muséologie.
- En 2000, le prix Carrière internationale lui est décerné par ICOM-Canada, le chapitre canadien du Conseil international des musées.
- En 1996, la Société des musées du Québec (SMQ) l’honore de son prix Carrière.
- En 1990, l’Association québécoise des interprètes du patrimoine (AQIP), dont il est membre-fondateur, lui décerne son prix Mérite.

Divers honneurs lui sont aussi conférés par le Conseil international des monuments et sites (ICOMOS-Canada) en 1996, le Gouvernement brésilien lors du Sommet de la Terre en 1992, le Mouvement international pour la nouvelle muséologie (MINOM) dont il est l’un des fondateurs et la Première Nation Ak-Chin de l’Arizona en 2001 pour l’aide apportée à la création de son écomusée Him Dak.

## La nouvelle muséologie
Dans sa carrière de muséologue, René Rivard assiste à l’évolution de la muséologie et visite plusieurs institutions culturelles à travers le monde où la nouvelle muséologie prend forme. Il participe également à de nombreux projets où les pratiques néo-muséologique sont mises en œuvre, où les démarches sont expérimentées et parfois avalisées.
Il faut dire qu’au début des années 1970, face à de nombreuses critiques qualifiées de crise par certains muséologues, le monde muséal explore de nouvelles avenues de redressement et ce, à plusieurs endroits dans le monde. Des expériences innovantes sont tentées simultanément en France avec le développement des écomusées sous l’impulsion de Georges Henri Rivière (GHR) et de Hugues de Varine, et aux États-Unis avec les neighborhood museums tels ceux d’Anacostia à Washington, fondé par John Kinard, et d’El Museo del Barrio à New York. D’autres expériences écomuséales comme la Casa del museo initiée dans les banlieues de Mexico donneront à partir des années 1980 des centaines, voire des milliers de museos comunitarios et de museos escolares aujourd’hui dispersés dans tous les États du Mexique.
C’est aussi le cas en Suède où, grâce notamment au Riksutställningar (Centre national des expositions), est apparue une muséologie communautaire développant une muséographie d’avant-garde et une panoplie d’expositions thématiques interactives ou itinérantes portant sur des sujets de société révélateurs et engageants. Dans la péninsule ibérique se sont aussi développés divers musées et interventions patrimoniales d’avant-garde, comme à Molinos, dans le Teruel en Espagne, et à Portimao, Mertola et Alcobaças, au Portugal.
En Amérique du Sud, le Brésil se démarque avec plusieurs initiatives muséales menées dans les favelas de Rio et autres, ou avec le Musée des images de l’inconscient dans des hôpitaux psychiatriques. En Afrique, plus spécifiquement au Niger, où dès les années 1960, sous l’impulsion de l’épouse du président Boubou Hama, une disciple de GHR, la nouvelle muséologie s’affirmait déjà avec le développement à la fois polyforme, identitaire et inclusif du Musée national du Niger, à Niamey.
Toutes ces expériences affirment de plus en plus que le musée peut et doit non seulement jouer un rôle de conservation et présentation des témoins matériels du patrimoine artistique, historique et naturel, mais aussi être actif au niveau social, allant de la quête identitaire au développement de la société qu’il dessert. Ces démarches muséales sont souvent issues de mouvements sociaux ou coopératifs alliant la volonté de certains conservateurs de rendre leurs musées plus utiles socialement, de satisfaire le désir de certains individus et groupes soucieux d’en savoir plus sur leur patrimoine et leur environnement, et de participer à leur développement collectif. Ce contexte a permis la mise en place d’initiatives et d’outils de « nouvelle muséologie », une approche muséale qui se veut capable de faciliter les rapports entre musée et société.
Dès les années 1980, le Québec devient un haut-lieu de la nouvelle muséologie avec la création d’une dizaine d’écomusées, dont ceux de la Haute-Beauce et du Fier monde, à Montréal, qui se sont révélés des expériences qui suscitent encore aujourd’hui l’attention des muséologues. Voici « Le chant du pays » alors rédigé par les créateurs de l’Écomusée de la Haute-Beauce : « Le chant du pays est comme paroles d’amour. Il n’est pas donné à tous de se libérer afin d’exprimer pleinement ce qu’ils ressentent face à l’autre. L’«écomusée organique» possède cette vertu rare de permettre à la pudeur et aux inhibitions d’être transgressées. L’apprentissage affectueux du pays et des gens qui l’habitent par différentes formes d’interprétation se traduit par l’évocation poétique de sentiments sublimes, de silences qui parlent. Le chant du pays, reflétant une profonde connaissance du terroir, est l’une des quintessences de l’écomusée, trop souvent jugé par le succès de ses formules. »
C’est dans cette veine que René Rivard publie en 1984 son premier essai : Que le musée s’ouvre… vers une nouvelle muséologie : les écomusées et les musées "ouverts", fruit d’une recherche menée au Québec et au Canada, dans plusieurs pays européens, aux États-Unis, en Amérique latine et en Afrique, plus particulièrement au Niger. Ce livre sera publié en anglais dès l’année suivante sous le titre Opening up the Museum…Towards a new museology: ecomuseums and "open" museums, et il sera distribué dans toutes les communautés autochtones du Canada par le ministère des Affaires indiennes et du Nord canadien, et ailleurs dans le monde.
En 1983-84, il participe activement à la création du MINOM, le Mouvement international pour la nouvelle muséologie, et à la tenue de ses premiers Ateliers internationaux, organisés d’abord au Québec et par la suite au Portugal, en Norvège, en Espagne, et en France. La Déclaration de Québec signée en 1984 signée par tous les participants du premier Atelier du MINOM tenu à Montréal, Québec et en Haute-Beauce, poursuit en quelque sorte le travail de la Table ronde de Santiago du Chili, en 1972, passant du concept du « museo integral » à celui de la « nouvelle muséologie » proprement dite.

### La «muséologie des idées, des enjeux, défis, débats…»
Au tournant des années 2000, se déploie dans certains milieux muséaux une réflexion qui pousse encore plus loin la « muséologie des sujets » qui s’était développée au cours des années 1980-1990 et ce, grâce à l’apport de pratiques ouvertes d’interprétation du patrimoine développées par l’équipe pilotée par René Rivard à Parcs Canada au milieu des années 1970. En avril 2004, forts d’une observation soutenue des musées un peu partout dans le monde, lui et son associée Paule Renaud soumettent aux congressistes de l’Association des musées canadiens réunis à Québec la nouvelle appellation « muséologie des idées » pour désigner les nouveaux discours de certains musées à l’avant-garde de la muséologie sociale.
Dans leur essai de définition, ils soulignent que la « muséologie des idées » ne part ni du patrimoine matériel, ni immatériel, qu’elle ne trouve pas son point de départ, ni sa motivation dans la muséologie des objets, ni des sujets. Elle part plutôt d’idées-valeurs sociétales collectives, et non de celles de groupes particuliers. Ces idées sociétales, sans faire consensus, sont déjà sur la place publique où elles font l’objet de discours et de discussions et de présentations autres que muséales, que ce soit à la télévision, à la radio, dans les livres, les journaux, sur Internet et les réseaux sociaux. Elle couvre la présentation par les musées de questionnements engageants face au racisme, à l’égalité des sexes, à l’homophobie, à l’inclusion, aux divers droits humains, aux menaces des conflits guerriers et des changements climatiques, etc.
À titre d’exemples probants de cette nouvelle dimension de muséologique sociale se positionnent le Musée du Travail à Noorköping, en Suède, le Musée de la Tolérance à Los Angeles, le Musée sur la frontière à Jérusalem, le Musée des Nibelungen à Worms, en Allemagne, les musées de la mémoire tels le Mémorial pour la paix à Caen, en France, les Musées de l’Holocauste à New York, Montréal, Washington, Berlin, le Mémorial de Yad Vashem à Jérusalem et le Musée de la Shoah à Paris, le Musée de la Résistance et de la Déportation à Grenoble, le Musée de la Croix-Rouge à Genève, ainsi que plusieurs des musées regroupés sous le vocable de la Coalition internationale des Sites de Conscience: District Six Museum, en Afrique du Sud, Lower East Side Tenement Museum à New York, The Work House, en Angleterre, Memoria Abierta à Buenos Aires, le Mémorial du génocide à Kigali, au Rwanda, l’île de Gorée, au Sénégal, et quelque 350 autres institutions que regroupe la Coalition dans 65 pays.

### Évolution et influences
Anne Castelas, muséologue spécialisée en histoire des acteurs de la muséologie au Québec, condense ainsi la vie professionnelle de René Rivard : « René, tu es en quelque sorte un résumé de l’histoire de la muséologie québécoise car tu as été au cours du dernier demi-siècle de tous les mouvements qui l’ont fait évoluer vers ce qu’elle est devenue aujourd’hui. Ton parcours t’a permis de concevoir et de populariser le courant de l’interprétation muséale issu de « l’école » que tu dirigeais à Parcs Canada. Il t’a fait adhérer et participer au vaste mouvement international « Écomusées et nouvelle muséologie » pour en devenir un de ses grands promoteurs. Il t’a aussi permis de développer avec des designers créatifs une muséographie avant-gardiste... Ton parcours insuffla à la muséologie du Québec et même de France plusieurs idées de modernisation et de professionnalisation. Ton évolution de l’interprétation à la nouvelle muséologie demeure la clé qui permet de mieux comprendre ton parcours et d’apprécier ton influence. Je n’invente rien, je ne suis que l’interprète de ton histoire. »
Par ses travaux à l’étranger, René Rivard a eu une influence certaine sur les pratiques muséales non seulement au Québec, mais aussi dans les autres provinces canadiennes, surtout en Nouvelle-Écosse, sans oublier le Nunavik québécois. Durant plus de 35 ans, il a laissé sa marque dans plusieurs pays, notamment en France où il a réalisé quelque 85 projets, interventions et formations, en Suède où il a réalisé plus d’une vingtaine d’interventions, et en Afrique subsaharienne où il a dispensé d’importantes formations sur Musées et environnement aux stagiaires du Centre de formation Unesco à Niamey, au Niger, et au personnel des sites archéologiques de la Tunisie. Il a aussi participé à une dizaine de projets muséaux africains d’envergure, dont deux en Égypte, un au Cameroun, un au Burkina Faso et un autre au Rwanda.
Les quelque 65 expositions thématiques réalisées par René Rivard et ses collaborateurs au Québec, au Vermont, au Nouveau-Brunswick, en France, à Antigua, en Guadeloupe et en Suède ont certainement influencé les pratiques muséales et muséographiques dans ces milieux. Son influence s’est également faite sentir auprès de la Smithsonian Institution à Washington où il a agi comme conseiller pour le développement d’un projet expérimental d’écomusée au sein d’une communauté autochtone du sud-ouest américain, la Première Nation Ak-Chin. L’institution l’a également retenu pour des formations sur les nouvelles pratiques muséales et écomuséales qu’il a données à Chicago, à Tucson, Arizona, à Indianapolis et au Nouveau-Mexique.
Présentée à l’Écomusée du fier monde, à Montréal, de novembre 2021 à avril 2022, l’exposition Un homme, une vision, des musées – René Rivard et la nouvelle muséologie se voulait un hommage concret et public à ses 50 ans de carrière. Coïncidant avec la publication de son récit de vie et bilan professionnel en décembre 2021, l’exposition le présentait dans son parcours, allant de l’évolution de la « muséologie des sujets » dans ses interventions muséales et patrimoniales vers la « muséologie des idées, des enjeux sociaux… » et ce, partout en Amérique du Nord, en France et en Scandinavie, en passant par l’Afrique et l’Amérique du Sud, d’où son influence sur les pratiques muséales québécoises et ailleurs dans le monde où il a travaillé.
La commissaire de l’exposition Paule Renaud y présentait le parcours « d’un homme qui a fait de la sauvegarde et de la mise en valeur du patrimoine humain l’œuvre de sa vie. Mais au-delà des quelque 200 musées qu’il a contribué à bâtir, des incalculables richesses qu’il a travaillé à préserver, c’est l’aspect profondément humain du parcours de René Rivard qui figure au cœur de l’exposition. L’expérience d’un homme qui n’a jamais craint de partir à la découverte de l’inconnu, de s’exposer à la différence et de mettre son savoir au service de communautés et de peuples de partout sur le globe, unis par leur amour envers leurs racines ainsi que par leur volonté de garder leur histoire vivante.»

## Publications

### Ouvrages
- René Rivard, Anne Castelas : Un homme, une vision, des musées… René Rivard et la nouvelle muséologie. 2021, Éditions Cultura, Montréal. 273 p.
- René Rivard : Opening Up the Museum. 2015, nouvelle édition en anglais, revue, commentée et illustrée 30 ans après la 1re parution, Éditions Cultura, Montréal. 141 p.
- René Rivard : Que le musée s’ouvre…, Vers une nouvelle muséologie : les écomusées et les musées "ouverts". 2014, nouvelle édition, revue, commentée et illustrée 30 ans après la 1re parution, Éditions Cultura, Montréal. 141 p.
- René Rivard : Que le musée s’ouvre – Vers une nouvelle muséologie : les écomusées et les musées "ouverts". 1984, Muséart, Québec. 187 p.
- René Rivard, Jeffrey Jordan, Wiktor Daszéwski : National Museum of Egyptian Civilization. 1982, Unesco, Paris, pour la République arabe d’Égypte. 31 p.

### Articles
- René Rivard : « Les impacts de GHR en muséologie québécoise et nord-américaine », 2019, dans Georges Henri Rivière, une muséologie humaniste, dirigé par Serge Chaumier et Jean-Claude Duclos. Éditions Complicités. p. 177-202
- René Rivard, Anne Castelas, Yves Bergeron : « La rencontre de l’ethnologie et de la muséologie, toute une histoire : Tour d’horizon du XXe siècle au XXIe siècle au Québec », 2018, dans la revue Ethnologies de l’ACEF, vol. 40, no 2, et sur le site www.erudit.org depuis mars 2019
- René Rivard, Glenn Sutter, Tobias Sperlich, Douglas Worts, Lynne Teather: « Fostering Cultures of Sustainability through Community-Engaged Museums: The History and Re-Emergence of Ecomuseums in Canada and the USA », 2016, dans Saskatchewan Sustainability, vol. 8, 1310, sur le site www.mdpe.com/journal/sustainability
- René Rivard: «Museums and Changing Cultural Landscapes», 2016, 4th Alma S. Wittlin Memorial Lecture, publié dans ICOM Memorial Lectures 2016 Reader, 24th General Conference of ICOM in Milan, Italy, ICOM-Austria, Vienna
- René Rivard : « Voir la diversité culturelle autrement », 2016, dans Dire la diversité culturelle du Québec – Réflexions sur fond muséal. Cahier du CIEQ, Presses de l’Université Laval. p. 25-36
- René Rivard : « L’état des musées au Canada ». 2016, mémoire présenté au Comité permanent sur le patrimoine, Gouvernement du Canada, et publié dans son rapport Aller de l’avant – Vers un secteur des musées canadiens plus fort, en septembre 2018
- René Rivard : « Le patrimoine immatériel : moteur de nouvelles tendances en muséologie ?». 2015, publié dans Musées et muséologies : au-delà des frontières, un collectif aux Presses de l’Université Laval, Québec. p. 233-246
- René Rivard, Paule Renaud : « 10 questions posées à René Rivard, muséologue ». 2014, article questions-réponses publié dans La revue de l’AQIP, no 4 Tome 2, Montréal, juillet 2014
- René Rivard : « Un engagement peu commun à l’Écomusée du Fier monde ». 2014, dans la revue MUSE, Association des musées canadiens, vol. XXXIII, no 3, Ottawa. p. 38-43
- René Rivard, Cyril Simard, Yves Bergeron : « Retour sur la XVIe Conférence générale du Conseil international des musées (ICOM) à Québec : 1992, année charnière de la muséologie québécoise », 2013, article publié dans Rabaska : revue d'ethnologie de l'Amérique française, vol. 11, Québec. p. 7-24
- René Rivard : « L’interprétation : un concept international inventé en Amérique du Nord », 2011, publié dans Les Cahiers Espaces, no 109 : Mise en découverte des espaces et sites naturels, Paris. p. 8-16
- René Rivard : « L’interprétation, pourquoi faire ?». 2005, publié dans la revue Source, tourisme et patrimoine rural, vol. 80, p. 1 à 6 – texte d’une communication faite à Ambleteuse, en octobre 1990, aux Journées nationales des Parcs de France
- René Rivard : « La nouvelle palette des musées », 1999, publié en 29 langues et en braille dans la revue Le Courrier de l’Unesco, février 1999. p. 40-42
- René Rivard : « Une lettre d’outre-mer… ». 1997, dans La lettre de l’OCIM, vol. 49, janvier-février 1997, Dijon, p. 20-22
- René Rivard : « Le regard du concepteur muséal ». 1997, dans Les Cahiers Espaces, Paris, avril 1997
- René Rivard : « Il y a différence et différences… », 1997, dans l’édition conjointe de La lettre de l’OCIM, no 50, Dijon, et de MUSÉES de la Société des musées du Québec, vol. 19/1, Montréal. p. 33-35
- René Rivard : « Le musée-territoire et ses composantes au Québec », 1993, publié en japonais dans le livre Ecomuseum, Institut Tonsei, Tokyo. p. 19-27
- René Rivard : « Ecomuseu : a experiência americana », 1992, publié en portugais dans les Actes de la 1re Rencontre internationale des écomusées, Sommet de la Terre, Rio de Janeiro, Brésil. 22 p.
- René Rivard : «Opening Up the Museum!», 1990, publié dans The Source Book, de l’American Association of Museums, Washington DC, p. 27-47, pour le Congress of Ideas tenu à Chicago, mai 1990, en vue d’une presentation intitulée The Ecomuseum Way
- René Rivard: «El futuro de la museologia» et «El museo territorio», 1989, deux articles publiés en espagnol dans Cuadernos de Museologia, Universidad católica del Peru et Museo de Arte Popular, Lima, p. 35-46
- René Rivard : « Les écomusées au Québec », 1985, dans MUSEUM, revue de l’Unesco, no 148, p. 202-205, traduit pour les numéros anglais et espagnol de la revue, et republié dans le dernier numéro de MUSEUM International, no 212/4. p. 19-22
- René Rivard : «The Future of Museology», 1984, publié dans la revue Museum Roundup, University of Victoria, BC. 9 p.
- René Rivard : « Redéfinir la muséologie », 1984, dans la revue Continuité, printemps, no 23, Québec. p. 19-22